# Niezniszczalni 2
Niezniszczalni 2 (ang. The Expendables 2) – amerykański przygodowy film akcji z 2012 roku w reżyserii Simona Westa. Kontynuacja filmu Niezniszczalni z 2010 roku.

## Fabuła
Drużyna światowej sławy wysoko wykwalifikowanych najemników wysłana zostaje na misję, która komplikuje się. Podczas akcji ginie jeden z jej członków, który zostaje zabity przez szefa organizacji terrorystycznej Jean Vilaina. Bohaterowie ruszają z odwetem pragnąc zemsty. W międzyczasie dowiadują się o planach terrorysty i jego planach użycia broni masowego rażenia.

## Obsada
Źródło: Filmweb
- Sylvester Stallone jako Barney Ross
- Jason Statham jako Lee Christmas
- Jet Li jako Yin Yang
- Dolph Lundgren jako Gunnar Jensen
- Chuck Norris jako Booker
- Terry Crews jako Hale Caesar
- Randy Couture jako Toll Road
- Liam Hemsworth jako Bill „The Kid” Timmons
- Jean-Claude Van Damme jako Jean Vilain
- Bruce Willis jako Mr. Church
- Arnold Schwarzenegger jako Trench
- Scott Adkins jako Hector
- Nan Yu jako Maggie
- Amanda Ooms jako Pilar
- Charisma Carpenter jako Lacy
- Nikolette Noel jako Sophia

## Odbiór
Sean Burns, dziennikarz pisma Philadelphia Weekly, pisał o Niezniszczalnych 2: „Oczywiście, że to badziewie; ale to mój ulubiony typ badziewia”. John Hanlon, współpracujący z serwisem Big Hollywood, uznał film za „kontynuację, która wie, czego oczekują widzowie, i umiejętnie temu dowodzi”.